# Cerastocheres trochicola
Cerastocheres trochicola is een eenoogkreeftjessoort uit de familie van de Mytilicolidae. De wetenschappelijke naam van de soort is voor het eerst geldig gepubliceerd in 1932 door Monod & Dollfus.